# Mónaco-Ville

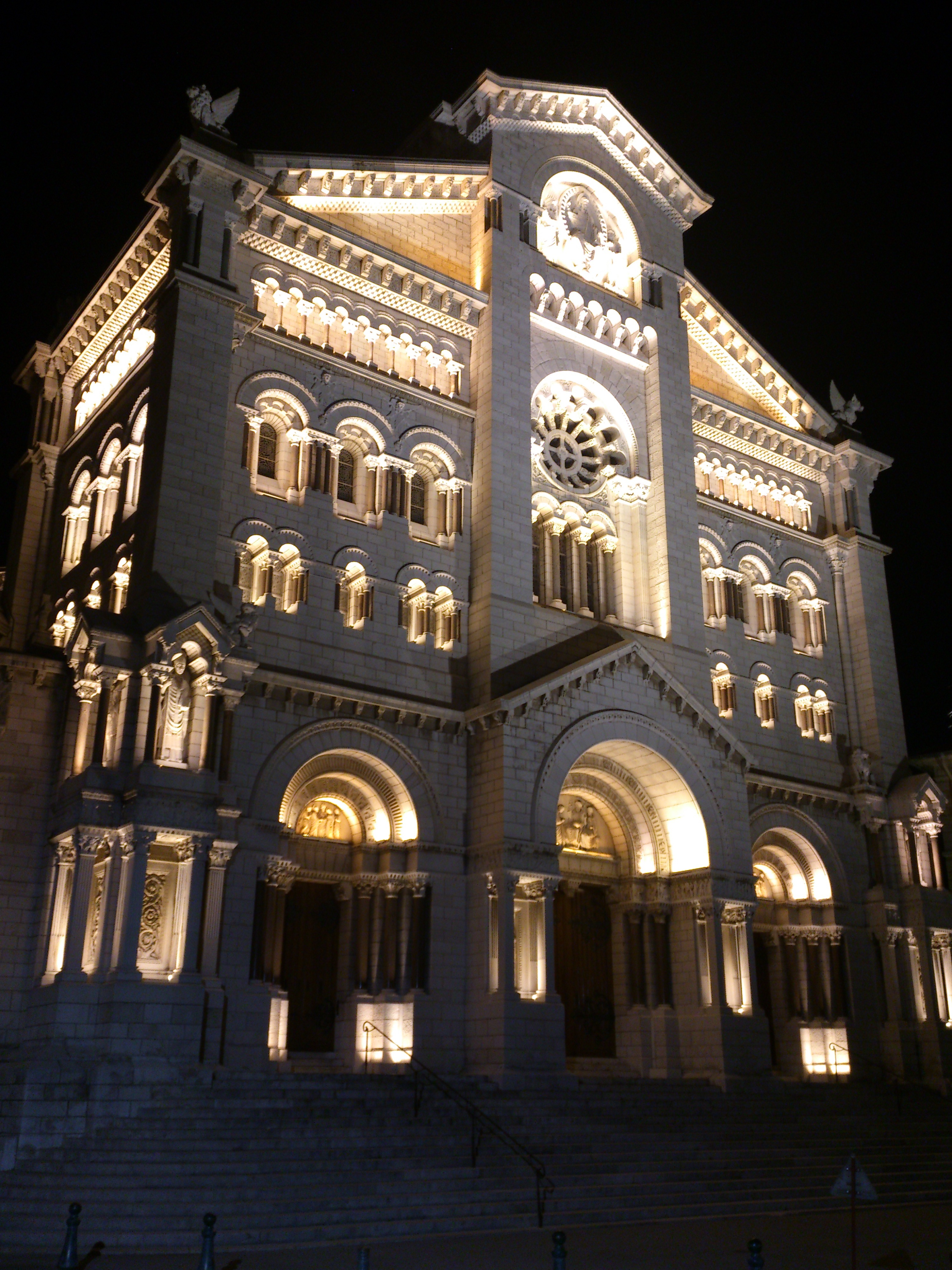
Catedral de la Inmaculada Concepción de Mónaco

Mónaco-Ville (en francés: Monaco-Ville) es un barrio (en francés, quartier) de la ciudad-Estado de Mónaco. Según el censo de 2016, tiene una población de 1064 habitantes.
Algunas fuentes la sitúan como la sede del capital del país, aunque por su pequeño tamaño normalmente no se hace distinción entre la ciudad y el Estado. Situado en un promontorio que se extiende hasta el mar Mediterráneo, es apodado La Roca (en francés: Le Rocher). Posee 0,20 km² de superficie y se encuentra entre Fontvieille y La Condamine.

## Historia
Mónaco Ville fue originalmente llamada en griego Monoikos, por el templo de Hércules Monoikos, ubicado en una colonia focea del siglo VI a. C. Durante su historia, Monoikos cambió de manos numerosas veces. Se convirtió en Mónaco en la Edad Media. Algunas de las murallas de la ciudad y las estructuras originales aún permanecen.
Fue aquí donde los focaicos de Massalia (ahora Marsella) fundaron la colonia de Monoikos en el siglo VI a. C. Monoikos estaba asociado con Hércules, quien era venerado como Hércules Monoecus. Según los trabajos de Hércules, pero también según Diodoro de Sicilia y Estrabón, los griegos y los ligures informaron de que Hércules había pasado por la región.
El 10 de junio de 1215, un destacamento de gibelinos dirigido por Fulco del Cassello inició la construcción de una fortaleza en la roca de Mónaco con el fin de convertirla en una posición militar estratégica y en un medio para controlar la zona.
También establecieron viviendas en la base del Peñón para apoyar a las guarniciones. Para atraer a los habitantes de Génova y de las ciudades vecinas, ofrecieron tierras y eximieron de impuestos a los recién llegados.
El 8 de enero de 1297, François Grimaldi, descendiente de Otto Canella, cónsul de Génova en 1133, se hizo cargo de la fortaleza. Aunque tenía un pequeño ejército, se disfrazó de monje franciscano para entrar, antes de abrir las puertas a sus soldados. Este episodio dio lugar a su apodo, Malizia ("malicia"). Por eso hoy en día las armas de Mónaco llevan dos franciscanos armados con una espada.

## Geografía
El nombre "Mónaco-Ville" es engañoso: no es una ciudad o una villa en sí misma, sino un barrio histórico y estadístico. Alberga la mayoría de las instituciones políticas y judiciales del país: el ayuntamiento, la sede del gobierno, el Consejo Nacional (parlamento de Mónaco), el Consejo Municipal, los tribunales y una prisión (en La Roca).

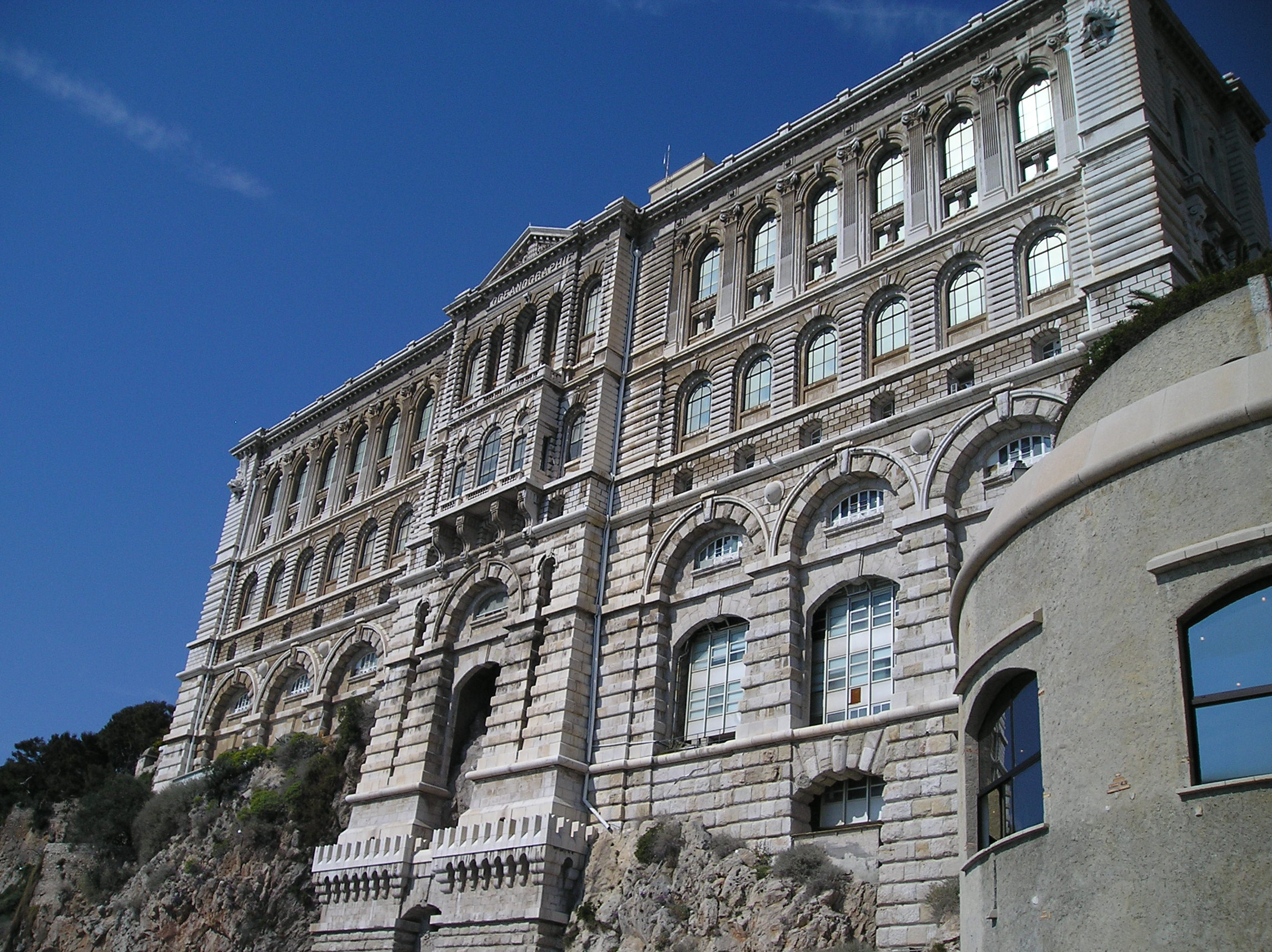
Museo Oceanográfico de Mónaco

Es además Patrimonio Cultural Arquitectónico de Mónaco. El Palacio del príncipe de Mónaco (Palais), la Catedral de Mónaco, y el Museo Oceanográfico de Mónaco se localizan en este lugar. El barrio está situado a 43°44'15" Norte, 7°24'55" Este (43.7375, 7.415278). Su población está estimada en 1151 habitantes.
El barrio, también conocido locamente como "le Rocher" o "la Roca", es uno de los cuatro tradicionales distritos de Mónaco, siendo los otros La Condamine, Montecarlo, y Fontvieille. Sin embargo, en términos administrativos actuales, es una de las diez circunscripciones.
Mónaco Ville es un viejo sector fortificado situada sobre un promontorio rocoso que se extiende hacia el mar Mediterráneo. El antiguo nombre de la ciudad de Mónaco era Monoecus. 
El cambio de la guardia se efectúa cada día en los exteriores del Palacio a las 11.55. Próxima al Palacio está la Catedral de san Nicolás, un edificio de estilo neorrománico-bizantino que alberga las sepulturas de muchos de los príncipes, como los de la Princesa Gracia o el Príncipe Rainiero III. Monaco-Ville presume de tener el mundialmente famoso Museo Oceanográfico de Mónaco, el cual fue fundado en 1910 por Alberto I, que llegó a estar bajo la dirección de Jacques-Yves Cousteau. 
Una de las construcciones más antiguas del Principado, la Capilla de la Misericordia, en francés Chapelle de la Misericorde, obra de 1639, es famosa por ser el punto de partida de las procesiones religiosas por parte de los habitantes en la víspera del Viernes Santo. 
A pesar de estar localizado en uno de los países más densamente poblados, Mónaco ville permanece como una villa medieval, ya que la mayoría de sus calles son peatonales provocando un virtual silencio después de la puesta de sol. Sin embargo, innumerables turistas visitan Mónaco y la plaza del Palacio, sólo los vehículos locales están permitidos subir a la roca y las motocicletas están prohibidas después de las 22.00.
El Principado de Mónaco se extiende junto al Mediterráneo, situado junto al sureste de Francia sobre unos 20 km al noreste de Niza y a 8 km de la frontera entre Francia e Italia. Desde hace tiempo se ha convertido en una zona de juegos para ricos y famosos, gracias a la ubicación de su puerto, sus casinos y a su falta de cobro de impuestos. Desde 1297, con algunas interrupciones, ha sido gobernado por la casa Grimaldi, la casa reinante más antigua de Europa. Alberto II es el actual soberano, habiendo accedido al trono después de la muerte de su padre, Rainiero III. La entronización del príncipe Alberto II tuvo lugar en este distrito el 19 de noviembre de 2005.